# David Svensson (socialdemokrat)
David Svensson, född 1980, är en svensk socialdemokrat och före detta kommunpolitiker.
Han blev historisk då han som förste socialdemokrat blev ordförande i kommunstyrelsen i Habo kommun efter valet 2014. Han efterträdde då Thomas Werthén. Han avgick från alla politiska förtroendeuppdrag i oktober 2016 efter att blivit gripen av polis och dömd för köp av sexuella tjänster. Han efterträddes av Gunnar Pettersson.